# Salar de Aguas Calientes III
Der Salar de Aguas Calientes III, in seinem südlichen Teil auch als Salar de Talar bezeichnet, oder auch bekannt als Salar de Purisunchi, ist ein Salzsumpf in der Atacamawüste in Nord-Chile. Er liegt eingebettet in der Hoch-Puna östlich vom Vulkan Caichinque etwa 55 km südlich von der Oase Socaire in der Kommune San Pedro de Atacama.
Der Salar de Aguas Calientes III ist die Senke eines abflusslosen Wassereinzugsgebiets von 501 km² mit 13 Zuflüssen. Er hat eine Gesamtfläche von 46 km² mit einer offenen Wasserfläche von 2,5 km².

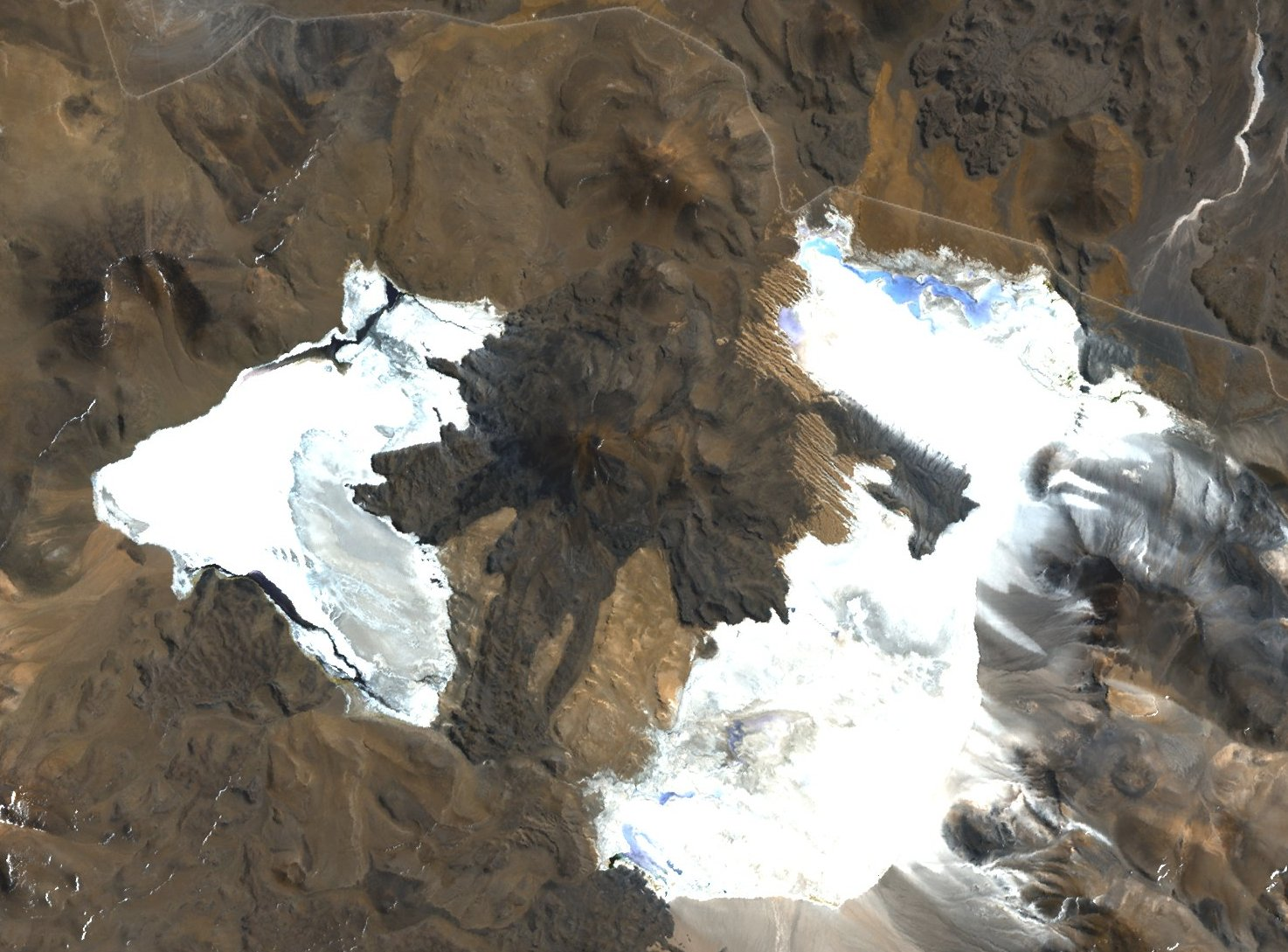
Die weiße Fläche rechts ist der Salar de Aguas Calientes III. Links liegt der Salar de Capur.